# Айяк
Айяк (угор. Ajak) — селище (надькьожег) в медьє Саболч-Сатмар-Береґ в Угорщині за шість кілометрів на південний захід від міста Кішварда.
Селище займає площу 24,76 км², на якій проживає 3 645 осіб. З них (на 2001 рік) 98 % угорці, 2 % — цигани.
В селищі є залізнична станція Айяк. У західного кордону селища проходить автомагістраль 573.
Селище оточене протоками каналів Карас-Гулахазі-Чаторна і Бельфечаторна.
Найближчі населені пункти — села Анарч (С), Реткезберенч (Пн), Патроха (З) і місто Кішварда, до адміністративного кордону якого прилягає Айяк.
| Угорщина | Це незавершена стаття з географії Угорщини. Ви можете допомогти проєкту, виправивши або дописавши її. |